# 视网膜中央动脉阻塞
视网膜中央动脉阻塞（英語：central retinal artery occlusion, 簡稱：CRAO），是一种严重的眼科急症。一个眼科急诊医生如果对此病误诊、漏诊，将给病人带来无可挽回的视力损失。
顾名思义，CRAO就是视网膜中央动脉发生了阻塞。视网膜内层的血液供应完全来自于视网膜中央动脉，只有大约15-30%的人还有视网膜睫状动脉供应。因此一旦视网膜中央动脉的血流供應中断，整个视网膜内层即丧失了血液的供应，而導致視力的嚴重損失——根据灵长類动物的实验研究，CRAO发生超过90分钟就會給视网膜感觉层帶來不可逆的损伤，对于临床医生来说，这个时间是从病人发生“无痛性视力丧失”的时间开始计算的，待患者真正就诊时往往已经过去了数十分钟，因此更加需要抓緊時間治療。
病人的主诉往往是突发单眼的“无痛性视力丧失”，有些病人在发作前有先兆症状，即阵发性的黑朦。体检可以发现：患者的视力丧失，或者下降到眼前手动，瞳孔的直接对光反射消失，间接对光反射存在，眼底表现为视网膜的水肿，因为完全丧失了血液供应，视网膜呈现灰白色，眼底动脉变细，较小的动脉可能消失不见，在黄斑区中心凹，典型的表现为“樱桃红斑”（cherry-red spot），这是中心凹下方脉络膜颜色的反光。有时，患者的眼底改变并不典型，但仅仅从单眼“无痛性视力丧失”，也必须高度重视。

## 急诊处理
- 高浓度吸氧：95%氧+5%二氧化碳吸入，每小时10分钟
- 降低眼压：口服醋氮酰胺0.5mg，应用降眼压眼药水，如噻吗心安，按摩眼球
- 扩血管：不妨设想这是眼科的心肌梗塞：舌下含服硝酸甘油，口服阿斯匹林，球后注射妥拉苏林或阿托品，静脉点滴罂粟碱
- 溶栓：可以请放射科会诊，进行溶栓

即使进行了以上这些急诊处置，病人的预后还是很差，大约有2/3的病人最终视力低于20/400，如果病人有视网膜睫状动脉，那么预后可能较好。